# Contea di Chaves
La contea di Chaves, in inglese Chaves County, è una contea dello Stato del Nuovo Messico, negli Stati Uniti. La popolazione al censimento del 2000 era di 61 382 abitanti. Il capoluogo di contea è Roswell.

## Geografia
La contea si trova nel sud-est dello Stato. La maggior parte del territorio si trova nella regione delle Grandi Pianure e nell'estremo ovest include i Monti Guadalupe e i Monti Sacramento. La contea ospita parte della foresta nazionale di Lincoln. Nella valle del fiumePecos, pianeggiante e collinare, si trovano diversi laghi. Il fium Pecos attraversa la contea dividendola da nord a sud.

### Contee confinanti
- Contea di De Baca - nord
- Contea di Roosevelt - nord-est
- Contea di Lea - est
- Contea di Eddy - sud
- Contea di Oter - sud-ovest
- Contea di Lincoln - ovest

## Storia
Nel XVI secolo la regione era già patria dei nativi nomadi Jumanos, ma a metà del XIX secolo era sotto il controllo degli Apache. La contea fu istituita nel 1889 da parti del territorio della contea di Lincoln. Fu chiamata così in onore del colonnello Jose Francisco Chaves.

## Comuni

### City
- Roswell (capoluogo)

### Towns
- Dexter
- Hagerman
- Lake Arthur

### Census-designated place
- Midway